# Synacra sociabilis
Synacra sociabilis är en stekelart som först beskrevs av Jean-Jacques Kieffer 1904.  Synacra sociabilis ingår i släktet Synacra, och familjen hyllhornsteklar. Arten är reproducerande i Sverige.